# Louis Le Barillier
Pour les articles homonymes, voir Le Barillier.
Louis Le Barillier est un homme politique français né le 3 octobre 1805 à Caen (Calvados) et mort le 2 janvier 1880 à Genillé (Indre-et-Loire).

## Biographie
Propriétaire terrien, opposant à la Restauration et à la Monarchie de Juillet, il est député du Calvados de 1848 à 1849, siégeant à gauche.

## Sources
- « Louis Le Barillier », dans Adolphe Robert et Gaston Cougny, Dictionnaire des parlementaires français, Edgar Bourloton, 1889-1891 [détail de l’édition]